# Skálázhatóság
Az informatikai (beleértve a hardver, a kommunikáció, a szoftver) skálázhatóság képes egy rendszer, hálózat, vagy egy folyamat áteresztőképességének növelésére. Jelentősége abban rejlik például, hogy a felhasználó elől rejtve maradhat egy rendszer jelenlegi terheltsége, így érhető el, hogy a nagyobb rendszerek (Google kereső, Facebook, Yahoo! stb) egyidejűleg több millió felhasználót képesek fennakadás nélkül kiszolgálni.
A skálázhatóság két fő típusa:
- felfelé vagy vertikálisan skálázható: nagyobb hardver kapacitás (gyorsabb vagy több processzor, nagyobb vagy gyorsabb memória és merevlemez) nagyobb számítási teljesítményt ad
- kifelé vagy horizontálisan skálázható: újabb szerverek hozzáadásával növelhető a teljesítmény

A skálázhatóság elméleti korlátja a lineáris skálázhatóság, ebben az esetben a számítási kapacitás N-szeresére növelése a teljesítmény N-szeresére növekedését eredményezi.
Képesek lehetünk a skálázhatósággal – kritikus rendszerek esetében – a rendelkezésre állási időt maximalizálni. Ezt új – azonos munkafolyamatot végző – csomópontok felvételével érhetjük el. További biztonságot jelent, hogy az új csomópontokat földrajzilag elkülönített helyeken, megbízható szerver-központokban helyezzük el. Ezt földrajzi elkülönítettségnek nevezzük.
Egy-egy skálázott rendszer tervezése összetett folyamat, annak függvényében, hogy mit várunk el egy ilyen rendszertől (magas fokú rendelkezésre állás, nagy áteresztőképesség stb).
Fontos, hogy bármilyen számítástechnikai rendszer skálázhatóságát a CAP-tétel határozza meg. A tétel lényege, hogy az alábbi három feltétel közül egyidejűleg maximum kettő teljesülhet:
- Konzisztencia
- Rendelkezésre állás
- Partíciótűrés

A CAP ezen szavak angol megfelelőiből áll össze: Consistency, Availability, Partition tolerance.